# Kathy Bates
Kathleen Doyle Bates, bolje poznana kot Kathy Bates, ameriška televizijska in filmska igralka, * 28. junij 1948, Memphis, Tennessee, Združene države Amerike.
Najbolj znana je po vlogah Annie Wilkes v filmu Misery (1990), Evelyn Chouch v filmu Ocvrti zeleni paradižiki (1991) in Molly Brown v filmu Titanic (1997).

## Nagrade in nominacije
- 1990 - Misery - Oskarja za najboljšo igralko. Zlati globus za najboljšo igralko.
- 1991 - Ocvrti zeleni paradižiki - nominacija za Zlati globus za najboljšo igralko in  nominacija za BAFTA za najboljšo stransko igralko.

## Filmi
- 1996 - Diabolique (Hudičevki)